# Gelvonai
Gelvonai (ou Gelvonay, Gelvonis, Gelvony, Gelvonys, Giełwany) est une ville de l'Apskritis de Vilnius en Lituanie.
Sa population était de 284 habitants lors du recensement de 2011.